# Clossiana obscurior
Clossiana obscurior är en fjärilsart som beskrevs av Adalbert Seitz 1909. Clossiana obscurior ingår i släktet Clossiana och familjen praktfjärilar. Inga underarter finns listade i Catalogue of Life.